# Oboyerite
La oboyerite è un minerale.